# Amfiteatr w Al-Dżamm
Amfiteatr w Al-Dżamm – amfiteatr znajdujący się w Al-Dżamm, we wschodniej Tunezji. Trzeci pod względem wielkości amfiteatr na świecie, po Koloseum w Rzymie.

## Historia
Amfiteatr zbudowany został w latach 230-238 n.e., a jego pomysłodawcą najprawdopodobniej był cesarz Gordian I. Jest on najbardziej spektakularną rzymską budowlą w Afryce Północnej. Zachował się w lepszym stanie niż rzymskie Koloseum. Powierzchnia tego zabytku ma kształt elipsy o obwodzie 427 m, długości 149 m i szerokości 124 m, widownia zaś wznosi się do 36 m. W szczytowym okresie mieściło się w nim 30-35 tys. widzów. W przeciwieństwie do większości tego rodzaju obiektów, budowanych w pobliżu wzniesienia lub bezpośrednio wkomponowanych we wzgórze, amfiteatr leży na otwartej przestrzeni. Znajduje się on w bardzo dobrym stanie. Tunezyjski monument zaliczany jest do najlepiej zachowanych amfiteatrów na terytorium rzymskiego imperium.
Budulec sprowadzano z oddalonych o 30 km kamieniołomów w Sulectum (dzisiejsza Salakta) na wybrzeżu, a wodę doprowadzono podziemnym akweduktem ze wzgórz położonych 15 km na północny zachód od miasta.
Amfiteatr był wiele razy wykorzystywany do celów obronnych. W jego murach pod koniec VII w. broniła się przed Arabami księżniczka berberyjska Al-Kahina.
W XVII w. wojska Mohammeda Beja wysadziły zachodnią część jego muru, aby rozgromić miejscowe plemiona. Wyrwa została poszerzona podczas kolejnej rebelii w 1850 r.
Zabytek ten został wpisany na Listę Światowego Dziedzictwa Kulturowego i Przyrodniczego UNESCO w 1979.